# Merseburg: Dom, Zaubersprüche und mehr!
das ist merseburg
1. ↑  Statistisches Landesamt Sachsen-Anhalt, Bevölkerung der Gemeinden – Stand: 31. Dezember 2024 (Fortschreibung auf Basis des Zensus 2022) (Hilfe dazu).